# Acrochordomerus aeneus
Acrochordomerus aeneus là một loài ruồi trong họ Asilidae. Acrochordomerus aeneus được Hermann miêu tả năm 1920. Loài này phân bố ở vùng Cổ Bắc giới và châu Á.